# Otsa
Otsa är en ort i Estland. Den ligger i Lasva kommun och landskapet Võrumaa, i den sydöstra delen av landet, 230 km sydost om huvudstaden Tallinn. Otsa ligger 99 meter över havet och antalet invånare är 137.
Terrängen runt Otsa är platt, och sluttar norrut. Runt Otsa är det glesbefolkat, med 9 invånare per kvadratkilometer. Närmaste större samhälle är Võru, 13,7 km väster om Otsa. I omgivningarna runt Otsa växer i huvudsak blandskog.